# Дамба FG

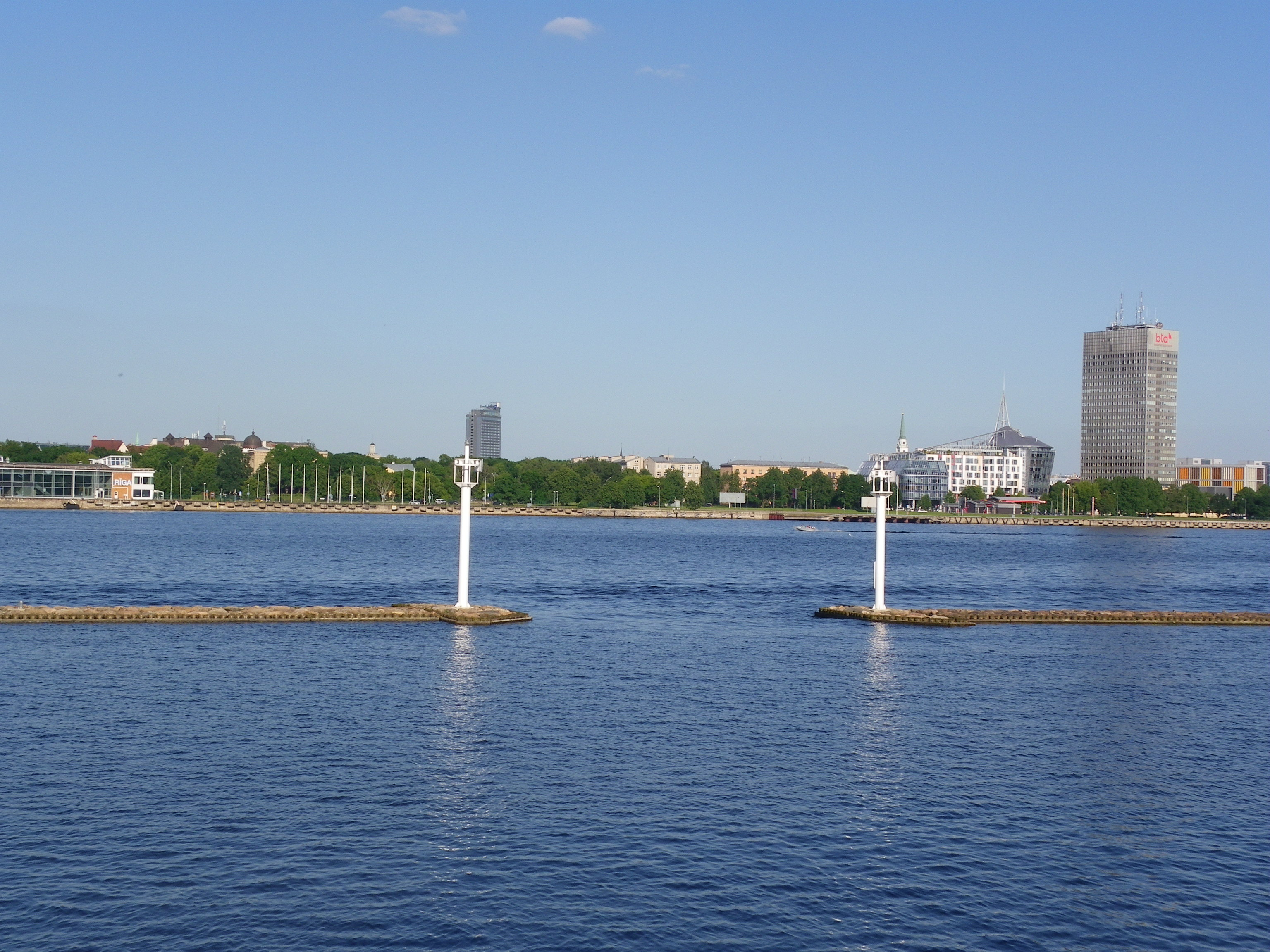
Маяки на дамбе FG

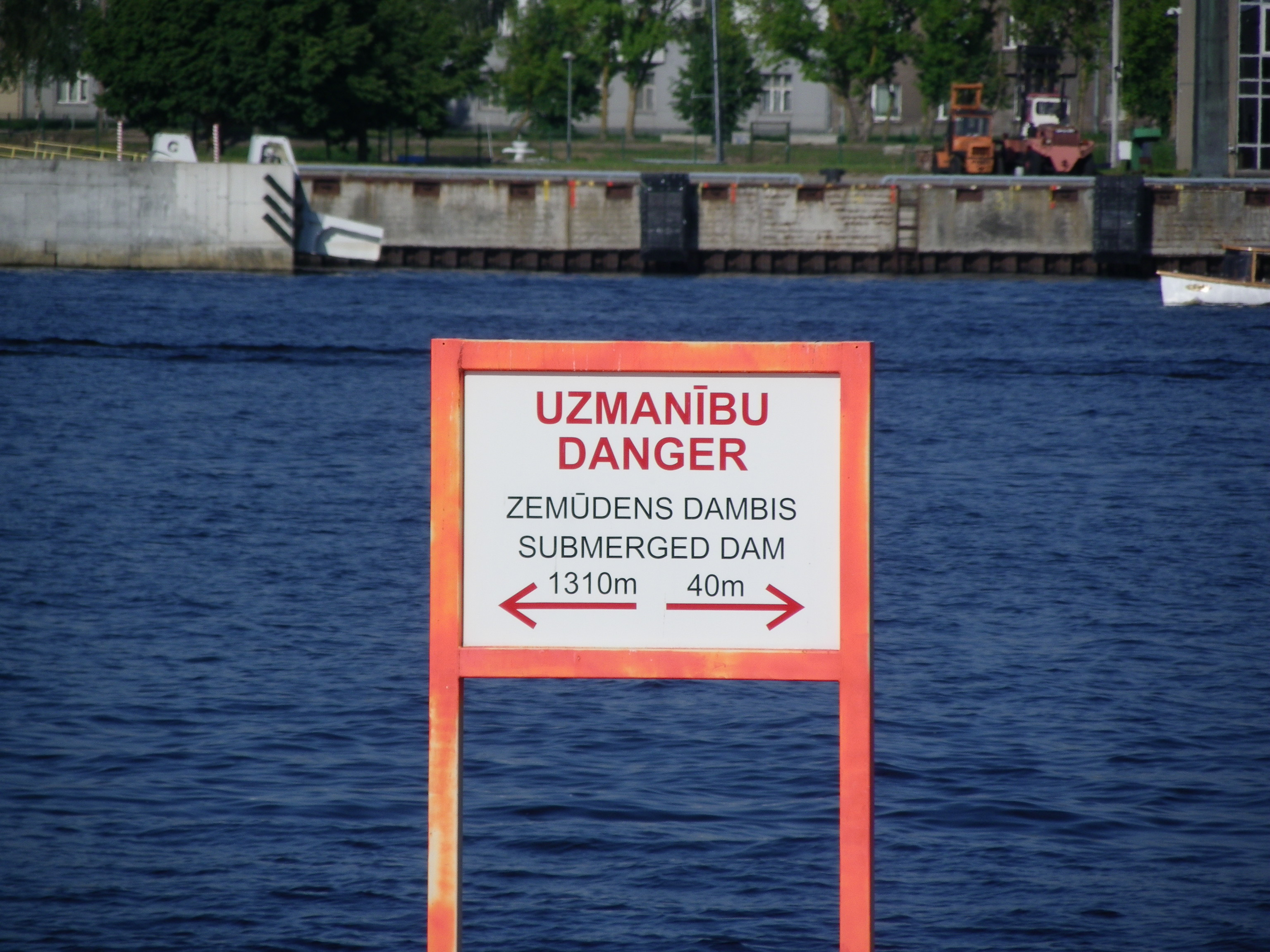
Предупреждающая надпись на случай затопления дамбы

Дамба FG (в отдельных источниках — дамба ФГ; латыш. FG dambis), также иногда ошибочно называемая «дамба EF» — одна из дамб, устроенных в XIX веке вдоль левого берега Даугавы в Риге для обеспечения стабильности береговой линии и устройства гаваней. Была построена вдоль восточного берега острова Кипенгольм (ныне Кипсала) в 1889—1891 годах, после сооружения выше по течению дамб AB и CDE.
Дамба длиной 1515 метров выполнена в виде параллельных рядов деревянных свай, пространство между которыми заполнено валунами. Она отходит от берега Кипсалы (Баласта дамбис) в районе улицы Энкура и заканчивается в 250 м от северо-восточной оконечности острова, где Зундс сливается с Даугавой. Образуемая дамбой гавань используется для стоянки маломерных судов, для которых вдоль берега Кипсалы сооружено несколько причалов, а в южной части дамбы для них устроен проход шириной 15 м, отмеченный маяками. Участок дамбы, примыкающий к берегу, вплоть до начала Второй мировой войны служил пристанью для небольших пароходов, перевозивших рижан через Даугаву.
В советское время дамба была признана памятником техники.
За исключением небольших ремонтных работ на отдельных участках, дамба без существенного обновления эксплуатировалась более 120 лет. Постепенно происходило её разрушение из-за гниения свай и сезонного воздействия на них ледохода. К началу XXI века на 400-метровом участке стенка дамбы, обращённая к основному руслу Даугавы, оказалась полностью утрачена, что вызвало обрушение её каменного заполнения. Во избежание полного разрушения дамбы и создания тем самым угрозы для судоходства, правление Рижского свободного порта, в чьём ведении находится дамба, в 2016 году приняло решение о проведении реконструкции данного сооружения. Проект был разработан инженерным бюро «Kurbada tilti», а конкурс на выполнение работ выиграло АО «BMGS».
Работы по реконструкции дамбы FG были начаты в августе 2017 года и продолжались 2,5 года. В ходе этих работ были забиты новые свайные стенки параллельно существовавшим ранее, а также восстановлено заполнение дамбы натуральным камнем и её покрытие валунами.
Дамба FG возвышается над уровнем реки не более чем на 0,5 метра, а во время паводков оказывается полностью скрыта водой. Для обеспечения безопасности судоходства на этот случай на дамбе установлены предупреждающие знаки. Доступ на дамбу с берега не запрещён, однако, поскольку её поверхность представляет собой насыпь валунов, перемещаться по дамбе небезопасно, о чём также предупреждают соответствующие надписи.
Дамба FG является сооружением культурно-исторической значимости, частью градостроительного памятника государственного значения «Историческая застройка Кипсалы».